# Pilzno 9
Pilzno 9 (czeski: Plzeň 9) – dzielnica miejska w północno-zachodniej części miasta statutowego Pilzna, o powierzchni 903,34 ha. Na swoim terenie posiada 22 ulice i 227 adresy.